# Tournoi de la Fédération (basket-ball féminin)
Le Tournoi de la Fédération est une ancienne compétition de basket-ball réunissant les 4 équipes les mieux classées à l’issue de la saison régulière du  championnat de France LFB. Cette compétition se déroulait sur un week-end et sur un lieu unique, les demi-finales ayant lieu le samedi et les finales le dimanche.

## Historique
Le Tournoi de la Fédération a été créé en 1991 sur le modèle du Tournoi des As masculin qui s’est déroulé de 1989 à 1993. Le tournoi féminin s’est lui maintenu jusqu'en 2008. La Ligue masculine renaît en 2003 sous le nom de la Semaine des As, puis se transforme en 2013 pour devenir la Leaders Cup, qui contrairement au Tournoi de la Fédération rassemble les 8 meilleures équipes du championnat.

## Principe
Le Tournoi de la Fédération se déroulait juste après la fin de la saison régulière de LFB. Il se déroulait sur un week-end et sur un lieu unique, les demi-finales ayant lieu le samedi et les finales le dimanche.

## Palmarès
| Année | Lieu de la finale    | Vainqueur            | Finaliste             | Score    | Troisième            | Quatrième          |
| 1991  | Dijon                | Challes-les-Eaux     | Aix-en-Provence       | 79-68    | -                    | -                  |
| 1992  | Tarbes               | Valenciennes-Orchies | Racing club de France | 84-79ap  | Challes-les-Eaux     | Mirande            |
| 1993  | Grenoble             | Challes-les-Eaux     | Valenciennes-Orchies  | 61-48    | Aix-en-Provence      | Mirande            |
| 1994  | Challans             | Valenciennes-Orchies | Challes-les-Eaux      | 56-41    | Tarbes               | Aix-en-Provence    |
| 1995  | Strasbourg           | Tarbes               | Bourges               | 73-72    | Aix-en-Provence      | Bordeaux           |
| 1996  | La Rochelle          | Bourges              | Tarbes                | 74-49    | Valenciennes-Orchies | Aix-en-Provence    |
| 1997  | Le Mans              | Valenciennes-Orchies | Tarbes                | 88-61    | Bourges              | Aix-en-Provence    |
| 1998  | Villeurbanne         | Valenciennes-Orchies | Bourges               | 59-57    | Bordeaux             | Tarbes             |
| 1999  | Orléans              | Bourges              | Aix-en-Provence       | 54-52    | Valenciennes-Orchies | Bordeaux           |
| 2000  | Saint-Amand-les-Eaux | Bourges              | Aix-en-Provence       | 60-58    | Valenciennes         | Calais             |
| 2001  | Lorient              | Bourges              | Valenciennes          | 69-62    | Aix-en-Provence      | Mondeville         |
| 2002  | Caen                 | Valenciennes         | Bourges               | 77-56    | Tarbes               | Bordeaux           |
| 2003  | Clermont-Ferrand     | Valenciennes         | Aix-en-Provence       | 69-63    | Bourges              | Tarbes             |
| 2004  | Nantes               | Valenciennes         | Aix-en-Provence       | 87-58    | Tarbes               | Bourges            |
| 2005  | Villeurbanne         | Valenciennes         | Bourges               | 87-61    | Tarbes               | Mondeville         |
| 2006  | Villeneuve-d’Ascq    | Bourges              | Valenciennes          | 72-65    | Mondeville           | Villeneuve-d'Ascq  |
| 2007  | Nevers               | Bourges              | Valenciennes          | 71-67 ap | Lattes-Montpellier   | Villeneuve-d'Ascq  |
| 2008  | Angers               | Bourges              | Valenciennes          | 58-45    | Villeneuve-d'Ascq    | Lattes-Montpellier |

## Bilan
| Rang | Club                                | Nb de participations | Nb Titres | Finaliste | Troisième |
| 1    | Valenciennes / Valenciennes-Orchies | 16                   | 8         | 5         | 3         |
| 2    | Bourges                             | 14                   | 7         | 4         | 2         |
| 3    | Challes-les-Eaux                    | 4                    | 2         | 1         | 1         |
| 4    | Tarbes                              | 9                    | 1         | 2         | 4         |
| 5    | Aix-en-Provence                     | 10                   | 0         | 4         | 3         |
| 6    | Racing club de France               | 1                    | 0         | 1         | 0         |
| 7    | Waïti Bordeaux                      | 4                    | 0         | 0         | 1         |
| 8    | Mondeville                          | 3                    | 0         | 0         | 1         |
| 9    | Lattes Montpellier                  | 2                    | 0         | 0         | 1         |
| 10   | Mirande                             | 2                    | 0         | 0         | 0         |
| 10   | Villeneuve-d'Ascq                   | 2                    | 0         | 0         | 0         |
| 12   | Calais                              | 1                    | 0         | 0         | 0         |